# ムンバイ・セントラル-ジャイプル高速急行

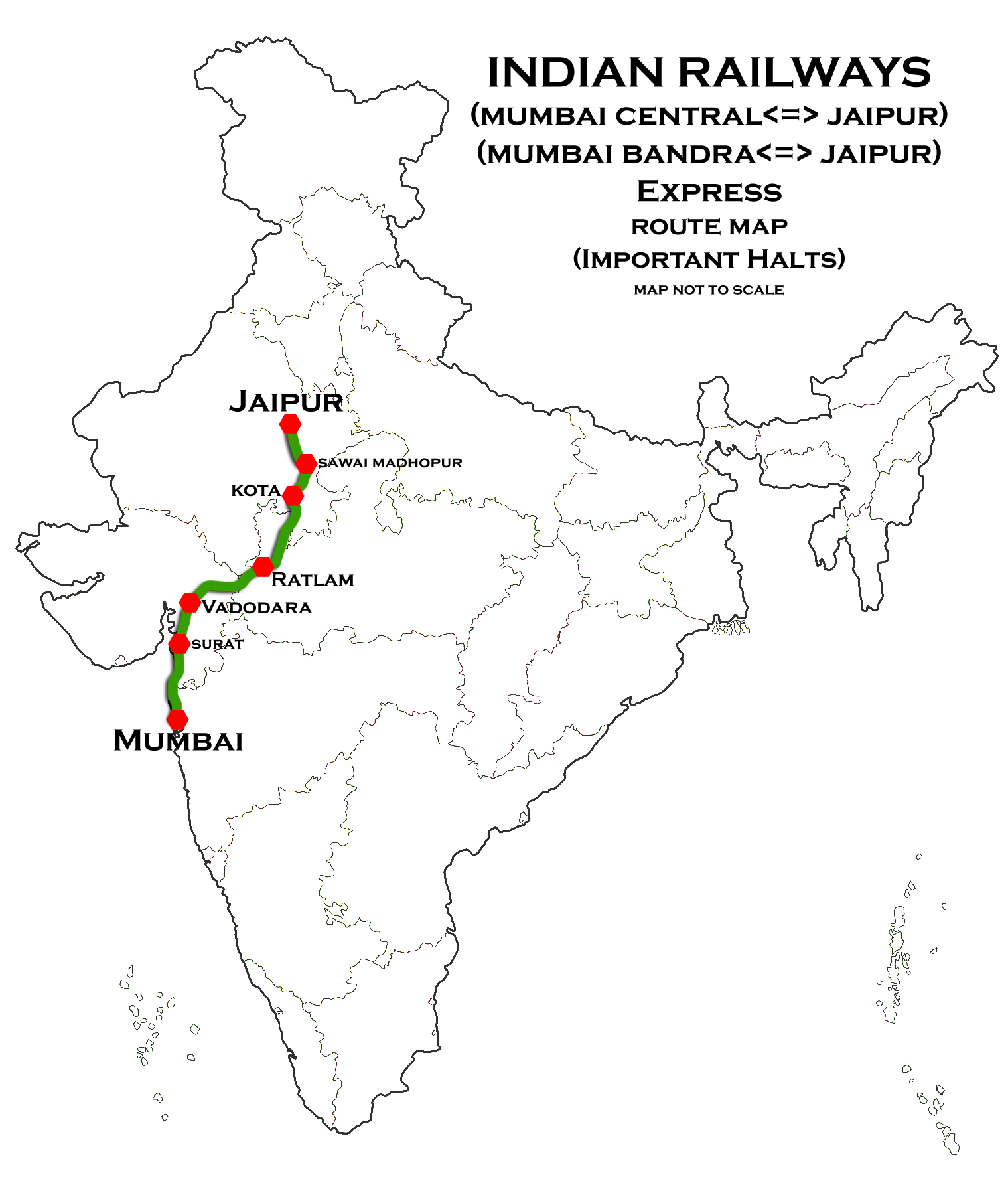
路線図

ムンバイ・セントラル-ジャイプル高速急行（英語: Mumbai Central–Jaipur Superfast Express）は、インド鉄道が運行する急行列車の1つ。ムンバイとジャイプルを結ぶ。

## 概要
ムンバイのムンバイ中央駅とジャイプルのジャイプル・ジャンクション駅の間、合計1,159 kmの区間を走行する急行列車。1993年1月30日に営業運転を開始したが、当初はジャイプル地区の一部区間の軌間が1,000 mm（メーターゲージ）であったため、1,676 mmへの改軌が行われた同年12月まではムンバイ中央駅とダーガプラ駅の間を結んでいた。
車両については、運行開始以降ICF客車が用いられ、2019年3月からは近代化改造が施された「ウトクリシュト（Utkrisht）」と呼ばれる車両が導入されたが、同年11月以降安全性や快適性、高速性をより高めたLHB客車に置き換えられている。

## ギャラリー

2019年以前
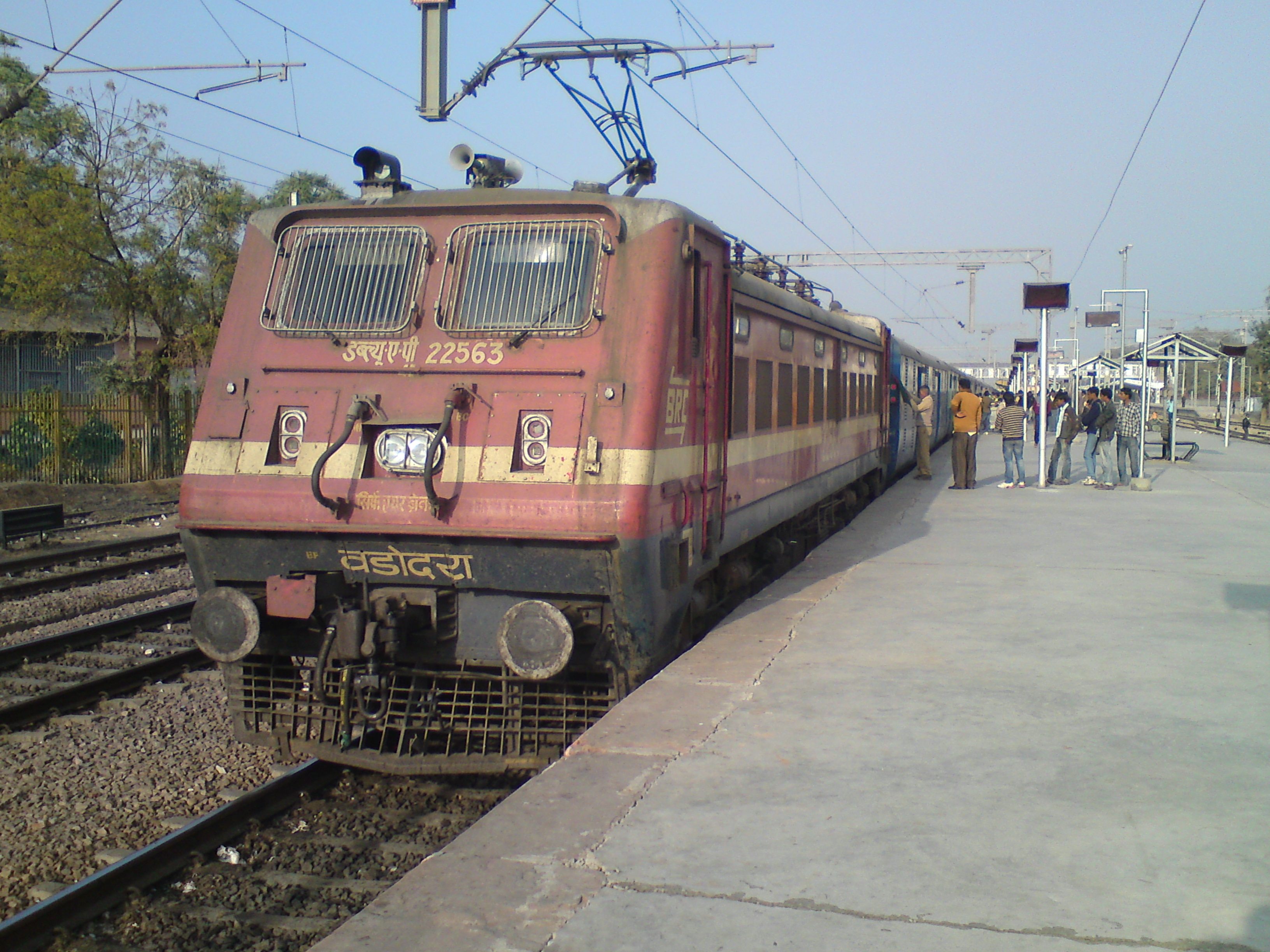
2012年撮影
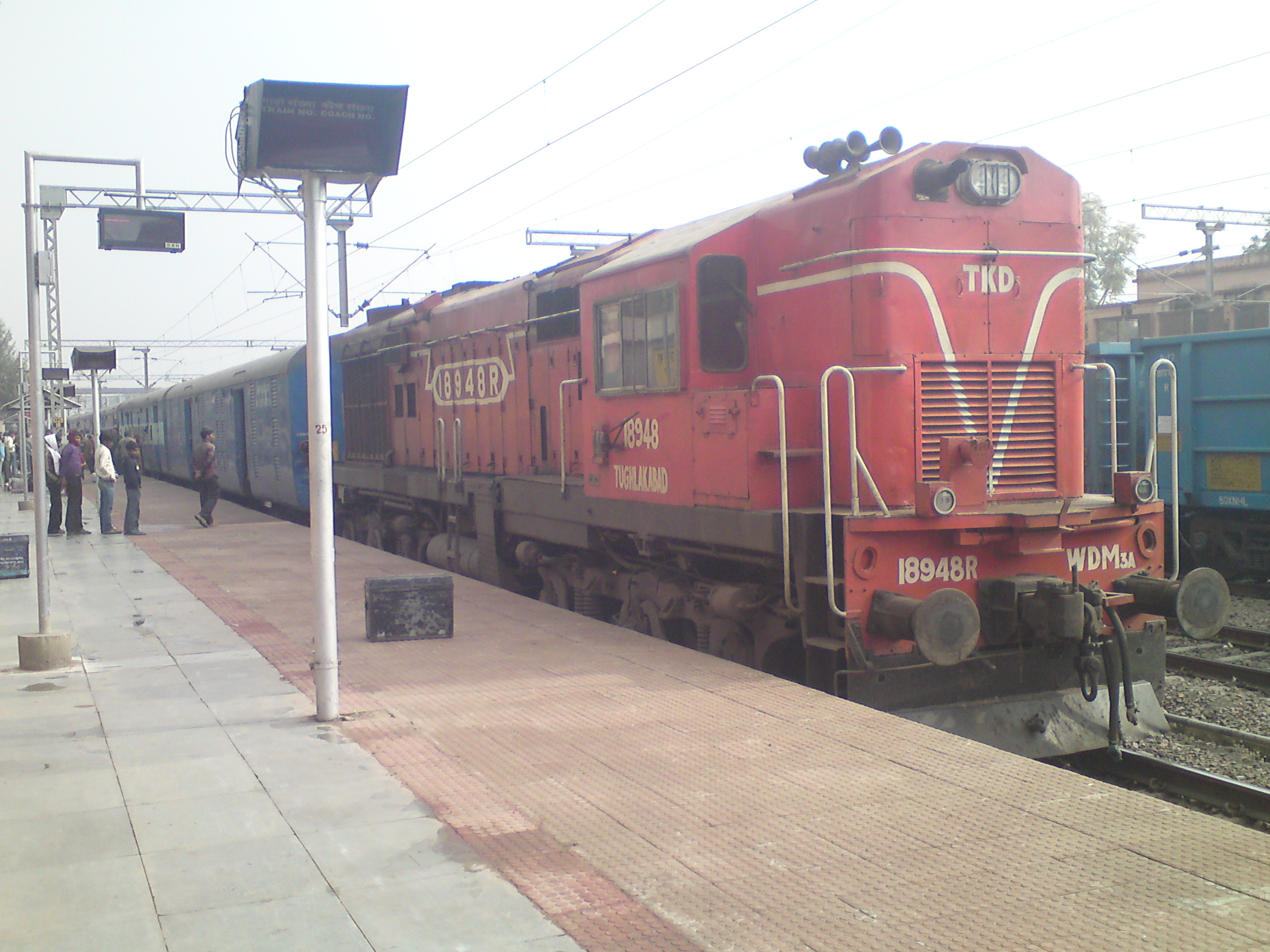
2012年撮影
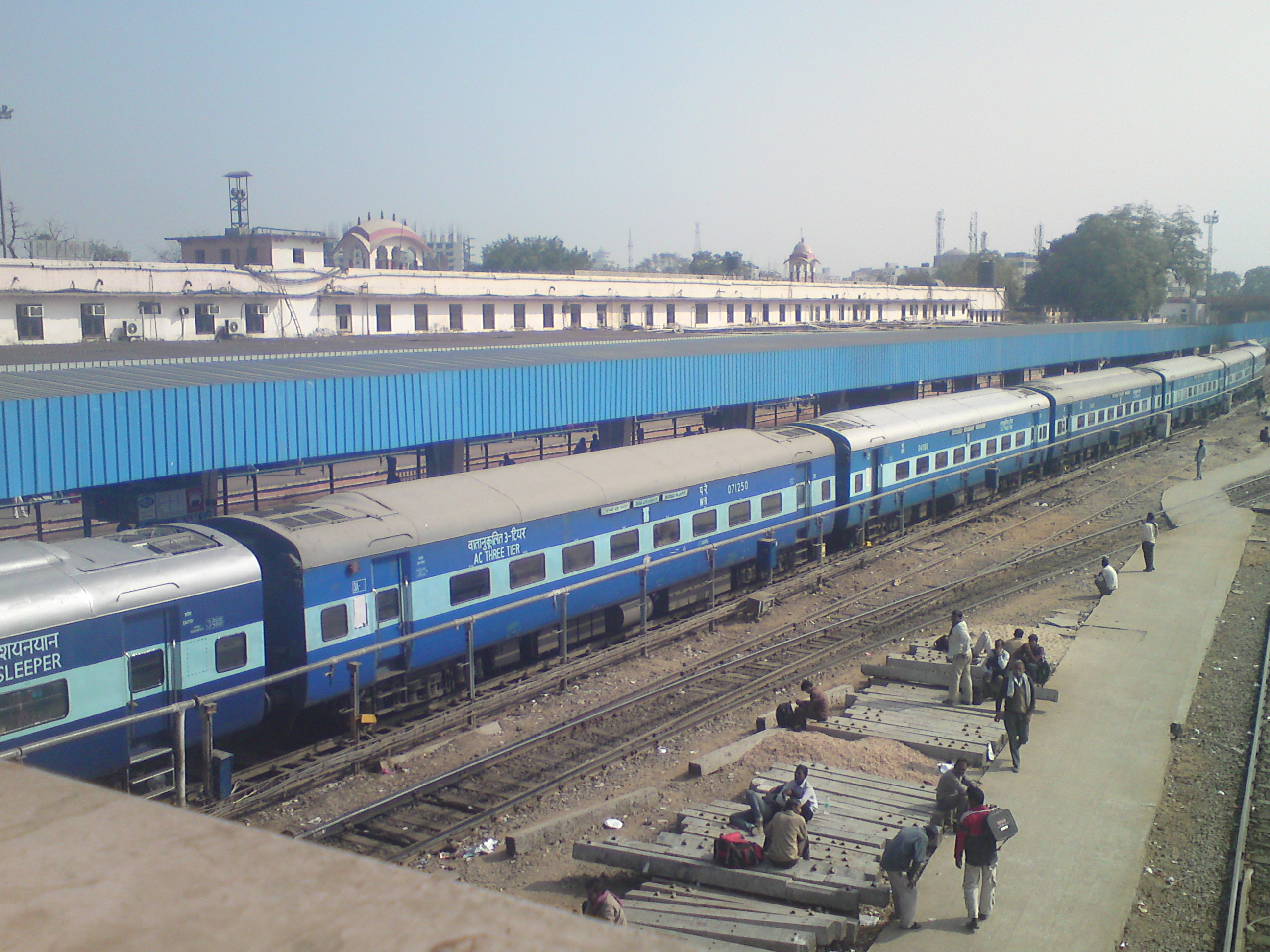
2012年撮影